# Deuteronomos albescens
Deuteronomos albescens là một loài bướm đêm trong họ Geometridae.